# FV Engers 07
FV Engers 07 is een Duitse voetbalclub uit Engers, een stadsdeel van Neuwied, Rijnland-Palts. De club speelde van in de jaren twintig tot midden jaren vijftig met een aantal seizoenen onderbreking in de hoogste klasse.

## Geschiedenis
De club werd op 10 juli 1907 opgericht als FC Viktoria Engers. Datzelfde jaar sloot FC Roland Engers zich nog bij de club aan. In 1910 sloot de club zich bij TV 1879 Engers aan en werd in 1916 opnieuw zelfstandig onder de huidige naam. In 1926 promoveerde de club naar de hoogste klasse van de Rijncompetitie. Deze was in meerdere reeksen opgedeeld en Engers speelde in de reeks Middenrijn en eindigde twee keer in de middenmoot. In 1928 werd de Middenrijnreeks een zelfstandige competitie die uit één reeks bestond en vanaf 1930 uit twee reeksen. De beste plaats was in 1931/32 toen de club tweede werd in zijn groep achter FV 1911 Neuendorf. Het volgende seizoen werd de club zesde, wat niet volstond om zich te kwalificeren voor de Gauliga Mittelrhein die nu ingevoerd werd als hoogste klasse.
In 1934 werd de club kampioen van de Bezirksliga en verloor in de eindronde om promotie van 1. FC Idar. Twee jaar later werd opnieuw de titel behaald en in de groepsfase van de eindronde moest de club de promotie aan SV Beuel 06 laten. Ook het volgende seizoen werd de club kampioen en werd nu laatste in de eindronde. Door de perikelen in de Tweede Wereldoorlog werd de Gauliga Mittelrhein opgeheven en onderverdeeld in twee nieuwe competities. Engers mocht nu aantreden in de hoogste klasse van de Gauliga Moselland. Engers eindigde drie jaar in de lagere middenmoot.
Na de oorlog duurde het tot 1949 vooraleer de club weer in de hoogste klasse speelde, nu de Oberliga Südwest. Na enkele middenmootplaatsen degradeerde de club in 1952/53. De club keerde nog terug voor het seizoen 1955/56, maar verdween dan definitief van het hoogste toneel. De club speelde nog in de tweede klasse tot 1963 toen de Bundesliga werd ingevoerd en de club naar de derde klasse moest. De club zakte een tijd weg in de anonimiteit tot ze in 2002 weer promoveerden naar de Oberliga, nu de vierde klasse. De club kon hier spelen tot 2008 en eindigde telkens tussen de 9de en de 15de plaats. In 2017 promoveerde de club naar de Oberliga.
In 2025 veroverde de club de Bittburger-Rheinlandpokal waardoor men in het seizoen 2025/26 in de DFB-Pokal mag uitkomen, waar in de 1e ronde met 0-5 van Eintracht Frankfurt werd verloren.